# Opsaridium microlepis
Opsaridium microlepis là một loài cá vây tia trong họ Cyprinidae. Chúng được tìm thấy ở Malawi, Mozambique, and Tanzania.
Các môi trường sống tự nhiên của chúng là sông và hồ nước ngọt.